# Rellotge d'anell

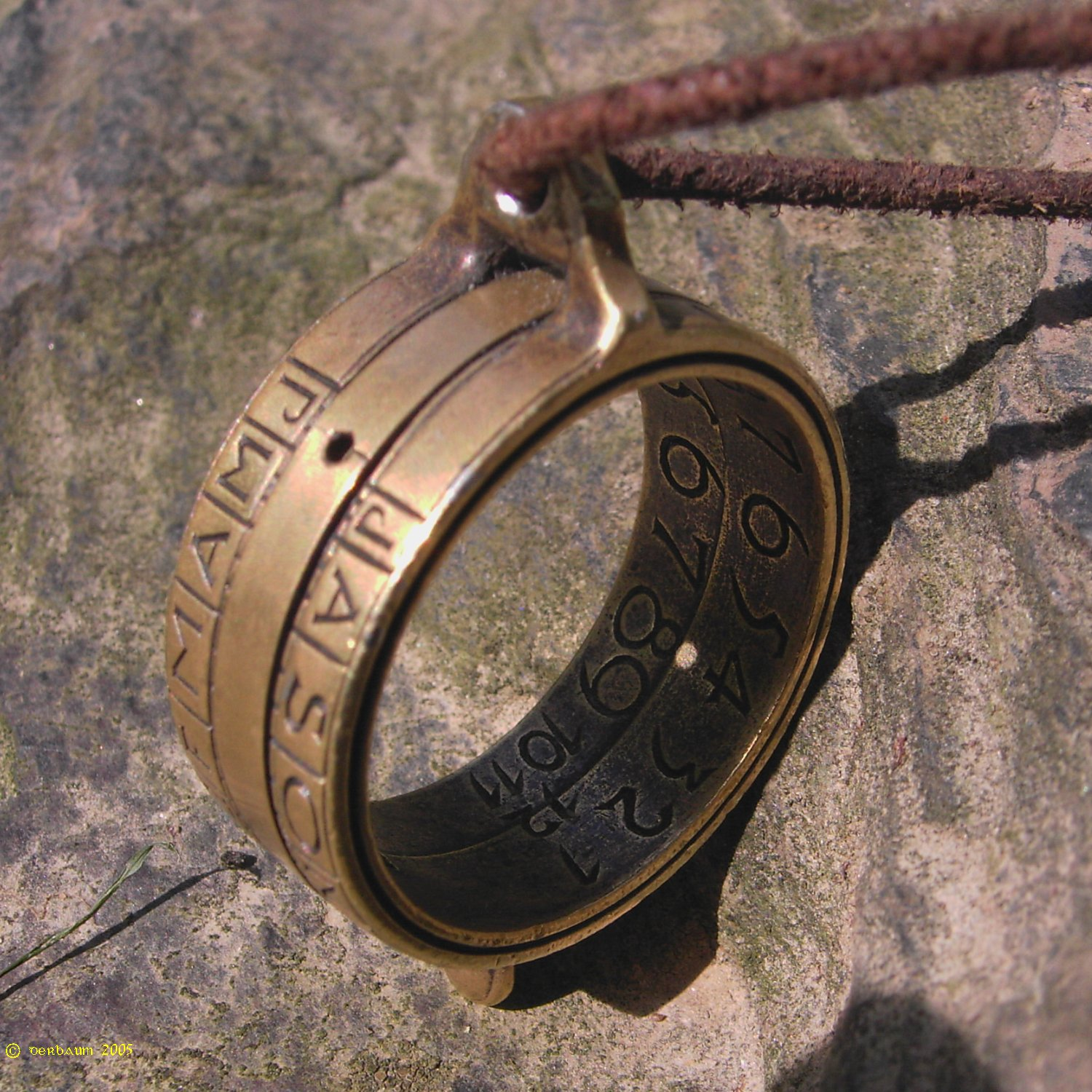
Rellotge anular mostrant l'espot lluminós en el seu interior. L'escala anual pot ajustar segons els mesos

El rellotge d'anell o rellotge anular és un tipus de rellotge de sol fonamentat en la mesura del temps per l'evolució de la alçada del sol. Es tracta d'un rellotge solar portàtil per la seva reduïda grandària, té forma externa de anell amb una petita argolla que permet ser suspès i orientar directament al sol. Va ser un instrument molt popular en els segles XVII i XVIII sent elaborat per molts constructors d'instruments científics. L'escala horària d'aquest rellotge és al intradós l'anell que en orientar al sol un petit orifici permet il·luminar un diminut punt lluminós sobre aquesta escala, indicant l'hora. L'escala és ajustable segons el dia de l'any en què es realitzi la mesura. Aquest tipus de rellotge es dissenya per a una latitud donada i, per tant, no pot ser vàlid seva lectura en qualsevol altra part. És per aquesta raó per la qual existeixen variants més sofisticades que, fonamentant-se en una esfera armil·lar permet ajustar també la latitud, són els anomenats anells universals.

## Història
Va ser l'astrònom Bonetus de Latis un dels primers a descriure el funcionament d'aquest rellotge amb hores temporàries. El rellotge descrit té forma d'anell amb orifici i escala en el seu interior. Es Descriu com un instrument capaç de mesurar les hores itàliques, babilòniques o altres astronòmiques com pot ser la ubicació dels planetes a les cases, els ascendents, els astres regents, etc. L'escrit és dedicat al Papa Alexandre VI.

## Concepte
- Rellotge d'anell amb la seva escala horària i anual en l'intradós
- Detall del rellotge de anell mostrant les altures solars

## Característiques
Aquest tipus d'instruments es construeix en metall (generalment llautó) amb un diàmetre que pot anar des dels 10 cm fins als 15 cm. L'amplada no sol passar dels dos a tres centímetres. Les seves reduïdes dimensions no els converteixen en instruments de mesura de temps necessaris. Posseeixen una argolla de mida petita a la part superior per tal de ser suspès i orientar-se al sol. L'orientació és una operació senzilla i es produeix quan en ser suspès i girar sobre el seu argolla l'intradós de l'anell es troba completament en ombra, és precisament en aquest instant quan el punt lluminós indica l'altura. En l'actualitat és freqüent trobar exemplars d'aquest rellotge solar en els museus de la ciència.

## Rellotge d'anell universal
El rellotge d'anell universal, és un rellotge d'anell que permet la lectura del temps mitjançant ajustos simultanis a la latitud (posició) i la declinació solar (dia de l'any). La disposició recorda molt a la esfera armil·lar i es compon de dos bastidors circulars ortogonals d'entre sis a nou centímetres de diàmetre. Alguns models permeten que aquests dos anells es puguin plegar proporcionant al rellot una major capacitat portable. El rellotge té una argolla a la part superior que permet suspendre i orientar-se al sol. En aquest moment una escala amb orifici proporciona un espot lluminós sobre l'escala horària.
- Argolla de suspensió ( armilla suspensòria )
- Rellotge de anell universal
- Detall del rellotge de l'anell universal

## Característiques
El rellotge té dos bastidors circulars de manera que la suspensió del conjunt es pot ajustar primer a la latitud d'observació. La col·locació del rellotge suspès el converteix en un rellotge equatorial. La segona escala de declinacions solars està situada en l'eix de l'esfera que forma el rellotge. Se sol ajustar de manera que l'orifici es desplaça del centre a una part proporcional a la declinació.